# Свети Николай (Русе)
„Свети Николай“ е християнски храм в град Русе, България.

## История
„Св. Николай“ е третият православен храм, след „Света Троица“ и „Св. Георги“, построен в град Русе. Макар да е по-късен и по-малък от тях, неговата история е интересна, защото изграждането му е пряко свързано с борбата за църковна независимост, добила популярност като „Великденска акция“. Именно в този период храмът, известен днес на русенци като „Руската църква“, е построен като гръцки параклис.
След Балканските войни от 1912-1913 г. числеността на гръцкия етнос в града намалява и по тази причина параклисът минава към българската църква. Това става с акт от 1 юни 1914 г., подписан от членовете на старото гръцко настоятелство.
Няколко години по-късно в България, в това число и в Русе, се установяват много бежанци от гражданската война, последвала болшевишката революция в Русия. Митрополията предоставя храма за верските нужди на руските имигранти. Те донасят свои икони и книги, идват руски свещеници, сформират руско настоятелство, което функционира паралелно с българското. Така добива популярност в града като „Руската църква“, както е известна и до днес, макар руският елемент сред богомолците вече да е почти изчезнал.

## Архитектура и интериор
През 1990-те години започва изписването на храма, което продължава 10-на години. Стенописите са дело на русенските художници Ясен Янков, Иво Йотовски и Пейно Пейнов. Преди десетина години беше построена и камбанария, на която е поставена 240-килограмовата камбана. Без да е архитектурна забележителност, през 1973 г. храмът е обявен за паметник на културата.